# Lucena (kommun i Brasilien)
Lucena är en kommun i Brasilien.   Den ligger i delstaten Paraíba, i den östra delen av landet, 1 700 km nordost om huvudstaden Brasília. Antalet invånare är 11 730.
Omgivningarna runt Lucena är en mosaik av jordbruksmark och naturlig växtlighet.